# Le Pellerin
Le Pellerin – miejscowość i gmina we Francji, w regionie Kraj Loary, w departamencie Loara Atlantycka.
Według danych na rok 2010 gminę zamieszkiwały 4382 osoby, a gęstość zaludnienia wynosiła 142 osoby/km².